# Culiseta litorea
Culiseta litorea är en tvåvingeart som först beskrevs av Shute 1928.  Culiseta litorea ingår i släktet Culiseta och familjen stickmyggor. Inga underarter finns listade i Catalogue of Life.